# 20.ª etapa do Giro d'Italia de 2022
A 20.ª etapa do Giro d'Italia de 2022 teve lugar a 28 de maio de 2022 entre Belluno e Marmolada sobre um percurso de 168 km. O vencedor foi o italiano Alessandro Covi da equipa UAE Emirates e o australiano Jai Hindley do Bora-Hansgrohe se converteu no novo líder da prova.

## Classificação da etapa
| Belluno - Marmolada | alta montanha | (168 km) |

| \| Classificação por etapas \| Classificação por etapas \| Classificação por etapas \| Classificação por etapas \| Classificação por etapas \| \| Ciclista \| Ciclista \| Equipe \| Tempo \| \| \| ------------------------ \| ------------------------ \| ------------------------ \| ------------------------ \| ------------------------ \| \| 1. \| Alessandro Covi \| UAE Team Emirates \| 4h46m34s \| \| \| 2. \| Domen Novak \| Bahrain Victorious \| + 32s \| \| \| 3. \| Giulio Ciccone \| Trek-Segafredo \| + 37s \| \| \| 4. \| Antonio Pedrero \| Movistar Team \| + 1m36s \| \| \| 5. \| Thymen Arensman \| Team DSM \| + 1m50s \| \| \| 6. \| Jai Hindley \| Bora-Hansgrohe \| + 2m30s \| \| \| 7. \| Gijs Leemreize \| Jumbo-Visma \| + 3m04s \| \| \| 8. \| Hugh Carthy \| EF Education-EasyPost \| + 3m19s \| \| \| 9. \| Mikel Landa \| Bahrain Victorious \| + 3m19s \| \| \| 10. \| Lennard Kämna \| Bora-Hansgrohe \| + 3m39s \| \| |                 |                       |          |
| |                 |                       |          |
| Fonte: ProCyclingStats |                 |                       |          |
| Classificação por etapas |                 |                       |          |
| Ciclista | Ciclista        | Equipe                | Tempo    |
| 1. | Alessandro Covi | UAE Team Emirates     | 4h46m34s |
| 2. | Domen Novak     | Bahrain Victorious    | + 32s    |
| 3. | Giulio Ciccone  | Trek-Segafredo        | + 37s    |
| 4. | Antonio Pedrero | Movistar Team         | + 1m36s  |
| 5. | Thymen Arensman | Team DSM              | + 1m50s  |
| 6. | Jai Hindley     | Bora-Hansgrohe        | + 2m30s  |
| 7. | Gijs Leemreize  | Jumbo-Visma           | + 3m04s  |
| 8. | Hugh Carthy     | EF Education-EasyPost | + 3m19s  |
| 9. | Mikel Landa     | Bahrain Victorious    | + 3m19s  |
| 10. | Lennard Kämna   | Bora-Hansgrohe        | + 3m39s  |

## Classificações ao final da etapa

### Classificação geral(Maglia Rosa)
| \| Classificação geral \| Classificação geral \| Classificação geral \| Classificação geral \| Classificação geral \| \| Ciclista \| Ciclista \| Equipe \| Tempo \| \| \| ------------------- \| ------------------- \| ---------------------------------- \| ------------------- \| ------------------- \| \| 1. \| Jai Hindley \| Bora-Hansgrohe \| 86h07m19s \| \| \| 2. \| Richard Carapaz \| Ineos Grenadiers \| + 1m25s \| \| \| 3. \| Mikel Landa \| Bahrain Victorious \| + 1m51s \| \| \| 4. \| Vincenzo Nibali \| Astana Qazaqstan Team \| + 7m57s \| \| \| 5. \| Pello Bilbao \| Bahrain Victorious \| + 8m55s \| \| \| 6. \| Jan Hirt \| Intermarché-Wanty-Gobert Matériaux \| + 9m07s \| \| \| 7. \| Emanuel Buchmann \| Bora-Hansgrohe \| + 11m18s \| \| \| 8. \| Domenico Pozzovivo \| Intermarché-Wanty-Gobert Matériaux \| + 16m04s \| \| \| 9. \| Juan Pedro López \| Trek-Segafredo \| + 17m29s \| \| \| 10. \| Hugh Carthy \| EF Education-EasyPost \| + 17m56s \| \| |                    |                                    |           |
| |                    |                                    |           |
| Fonte: ProCyclingStats |                    |                                    |           |
| Classificação geral |                    |                                    |           |
| Ciclista | Ciclista           | Equipe                             | Tempo     |
| 1. | Jai Hindley        | Bora-Hansgrohe                     | 86h07m19s |
| 2. | Richard Carapaz    | Ineos Grenadiers                   | + 1m25s   |
| 3. | Mikel Landa        | Bahrain Victorious                 | + 1m51s   |
| 4. | Vincenzo Nibali    | Astana Qazaqstan Team              | + 7m57s   |
| 5. | Pello Bilbao       | Bahrain Victorious                 | + 8m55s   |
| 6. | Jan Hirt           | Intermarché-Wanty-Gobert Matériaux | + 9m07s   |
| 7. | Emanuel Buchmann   | Bora-Hansgrohe                     | + 11m18s  |
| 8. | Domenico Pozzovivo | Intermarché-Wanty-Gobert Matériaux | + 16m04s  |
| 9. | Juan Pedro López   | Trek-Segafredo                     | + 17m29s  |
| 10. | Hugh Carthy        | EF Education-EasyPost              | + 17m56s  |

### Classificação por pontos(Maglia Ciclamino)
| Classificação por pontos | Classificação por pontos | Classificação por pontos        | Classificação por pontos | Classificação por pontos |
| Ciclista                 | Ciclista                 | Equipe                          | Pontos                   |                          |
| ------------------------ | ------------------------ | ------------------------------- | ------------------------ | ------------------------ |
| 1.                       | Arnaud Démare            | Groupama-FDJ                    | 254 pts                  |                          |
| 2.                       | Fernando Gaviria         | UAE Team Emirates               | 136 pts                  |                          |
| 3.                       | Mark Cavendish           | Quick-Step Alpha Vinyl          | 132 pts                  |                          |
| 4.                       | Mathieu van der Poel     | Alpecin-Fenix                   | 96 pts                   |                          |
| 5.                       | Alberto Dainese          | Team DSM                        | 95 pts                   |                          |
| 6.                       | Dries De Bondt           | Alpecin-Fenix                   | 83 pts                   |                          |
| 7.                       | Simone Consonni          | Cofidis                         | 73 pts                   |                          |
| 8.                       | Phil Bauhaus             | Bahrain Victorious              | 72 pts                   |                          |
| 9.                       | Koen Bouwman             | Jumbo-Visma                     | 71 pts                   |                          |
| 10.                      | Filippo Tagliani         | Drone Hopper-Androni Giocattoli | 70 pts                   |                          |

### Classificação da montanha(Maglia Azzurra)
| Classificação da montanha | Classificação da montanha | Classificação da montanha          | Classificação da montanha | Classificação da montanha |
| Ciclista                  | Ciclista                  | Equipe                             | Pontos                    |                           |
| ------------------------- | ------------------------- | ---------------------------------- | ------------------------- | ------------------------- |
| 1.                        | Koen Bouwman              | Jumbo-Visma                        | 294 pts                   |                           |
| 2.                        | Giulio Ciccone            | Trek-Segafredo                     | 163 pts                   |                           |
| 3.                        | Alessandro Covi           | UAE Team Emirates                  | 102 pts                   |                           |
| 4.                        | Diego Rosa                | Eolo-Kometa                        | 94 pts                    |                           |
| 5.                        | Davide Formolo            | UAE Team Emirates                  | 87 pts                    |                           |
| 6.                        | Jai Hindley               | Bora-Hansgrohe                     | 78 pts                    |                           |
| 7.                        | Lennard Kämna             | Bora-Hansgrohe                     | 78 pts                    |                           |
| 8.                        | Santiago Buitrago         | Bahrain Victorious                 | 71 pts                    |                           |
| 9.                        | Richard Carapaz           | Ineos Grenadiers                   | 65 pts                    |                           |
| 10.                       | Jan Hirt                  | Intermarché-Wanty-Gobert Matériaux | 57 pts                    |                           |

### Classificação dos jovens(Maglia Bianca)
| Classificação dos jovens | Classificação dos jovens | Classificação dos jovens | Classificação dos jovens | Classificação dos jovens |
| Ciclista                 | Ciclista                 | Equipe                   | Tempo                    |                          |
| ------------------------ | ------------------------ | ------------------------ | ------------------------ | ------------------------ |
| 1.                       | Juan Pedro López         | Trek-Segafredo           | 86h24m48s                |                          |
| 2.                       | Santiago Buitrago        | Bahrain Victorious       | + 5m56s                  |                          |
| 3.                       | Pavel Sivakov            | Ineos Grenadiers         | + 23m06s                 |                          |
| 4.                       | Thymen Arensman          | Team DSM                 | + 26m10s                 |                          |
| 5.                       | Luca Covili              | Bardiani CSF Faizanè     | + 1h11m10s               |                          |
| 6.                       | Gijs Leemreize           | Jumbo-Visma              | + 1h41m54s               |                          |
| 7.                       | Vadim Pronskiy           | Astana Qazaqstan Team    | + 1h44m30s               |                          |
| 8.                       | Mauri Vansevenant        | Quick-Step Alpha Vinyl   | + 1h45m04s               |                          |
| 9.                       | Attila Valter            | Groupama-FDJ             | + 1h57m50s               |                          |
| 10.                      | Ben Tulett               | Ineos Grenadiers         | + 2h10m16s               |                          |

### Classificação por equipas"Super team"
| Classificação por equipes | Classificação por equipes          | Classificação por equipes | Classificação por equipes |
| Equipe                    | Equipe                             | Tempo                     |                           |
| ------------------------- | ---------------------------------- | ------------------------- | ------------------------- |
| 1.                        | Bahrain Victorious                 | 258h34m45s                |                           |
| 2.                        | Bora-Hansgrohe                     | + 5m18s                   |                           |
| 3.                        | Intermarché-Wanty-Gobert Matériaux | + 1h23m27s                |                           |
| 4.                        | Ineos Grenadiers                   | + 1h23m29s                |                           |
| 5.                        | Astana Qazaqstan Team              | + 2h18m33s                |                           |
| 6.                        | Trek-Segafredo                     | + 2h21m47s                |                           |
| 7.                        | Jumbo-Visma                        | + 2h42m07s                |                           |
| 8.                        | UAE Team Emirates                  | + 3h18m00s                |                           |
| 9.                        | BikeExchange-Jayco                 | + 3h32m57s                |                           |
| 10.                       | Movistar Team                      | + 3h37m38s                |                           |

## Abandonos
- David de la Cruz não completou a etapa.[2]